# Stefan Gehrold
Stefan Gehrold, né le 14 novembre 1965 à Fribourg-en-Brisgau, est un avocat et un homme politique allemand. Membre de l'Union chrétienne-démocrate d'Allemagne (CDU), il est député européen de 2018 à 2019.

## Biographie
Stefan Gehrold étudie le droit à l'université de Passau, l'Université catholique portugaise de Porto et l'université de Fribourg-en-Brisgau avant d'être diplômé en 1992. Il obtient son doctorat à l'université de Münster en 1994. 
Il commence sa carrière professionnelle en tant qu'avocat, au sein de divers cabinets, avant d'intégrer à partir de 2000, la Fondation Konrad Adenauer. Il devient le directeur du bureau européen de l'organisation l'année suivante.
Membre de l'Union chrétienne-démocrate d'Allemagne (CDU), il se présente aux Élections européennes de 2014 en Allemagne. Non élu en 2014, il intègre finalement le Parlement européen en septembre 2018 en remplacement de Burkhard Balz. Candidat à un nouveau mandat lors des élections de 2019, il n'est pas élu.